# Đá Bạc, Châu Đức
Đá Bạc là một xã cũ thuộc huyện Châu Đức, tỉnh Bà Rịa – Vũng Tàu, Việt Nam.

## Địa lý
Xã Đá Bạc nằm ở phía nam huyện Châu Đức, có vị trí địa lý:
- Phía đông giáp xã Suối Rao
- Phía tây giáp các xã Bình Ba, Suối Nghệ và Nghĩa Thành
- Phía nam giáp huyện Đất Đỏ và thành phố Bà Rịa
- Phía bắc giáp các xã Bình Giã, Bình Trung và Xuân Sơn.

Xã có diện tích 43,65 km², dân số năm 1999 là 5.736 người, mật độ dân số đạt 131 người/km².

## Lịch sử
Xã Đá Bạc được thành lập vào ngày 2 tháng 6 năm 1994 trên cơ sở toàn bộ diện tích và dân số của khu kinh tế mới Đá Bạc, toàn bộ 1.463 ha diện tích tự nhiên và 800 người của ấp Phước Trung thuộc xã Long Phước.
Sau khi thành lập, xã có 4.710 ha diện tích tự nhiên và 3.139 người.